# Algarbe Alandalus

Península Ibérica em 750

O termo Gharb al-Andalus, por vezes grafado Garbe do Andaluz (em árabe: غرب الأندلس; romaniz.: gharb al-ʼandalus), e por vezes grafado erroneamente Garbe do Alandaluz,[a] designava a parte mais ocidental do Andaluz, que corresponde sensivelmente a uma parte do sul do território de Portugal Continental. Em 711, as tropas muçulmanas atravessaram o estreito de Gibraltar e deram início à conquista da Península Ibérica, o al-Andalus; em toda a península, ao domínio muçulmano escapou somente uma pequena comunidade cristã, que se refugiou nas Astúrias.
O ocidente peninsular de influência mediterrânica, o Gharb al-Andalus — corresponde aproximadamente aos limites da antiga Lusitânia — embora intensamente islamizado, não assumiu o protagonismo de outras regiões do Andalus, resistindo sempre aos processos de centralização de Córdova, ou posteriormente de Sevilha.
O Gharb al-Andalus incluía cinco territórios principais correspondentes ao termo de Coimbra, ao estuário do Tejo, ao Alto Alentejo, ao Baixo Alentejo e ao Algarve. Estes territórios estendiam-se ainda para as atuais Estremadura espanhola e Andaluzia Ocidental. Destacavam-se as cidades de Coimbra, Lisboa, Santarém, Silves, Mértola, Faro, Mérida e Badajoz.
O Gharb al-Andalus começou a perder terreno aquando da Reconquista, na qual os reis cristãos do norte da Península, nomeadamente D. Afonso Henriques, começaram a conquistar o território para sul. O fim do Garb al-Andalus foi assinalado com a conquista do Algarve pelo rei D. Afonso III